# 剃毛

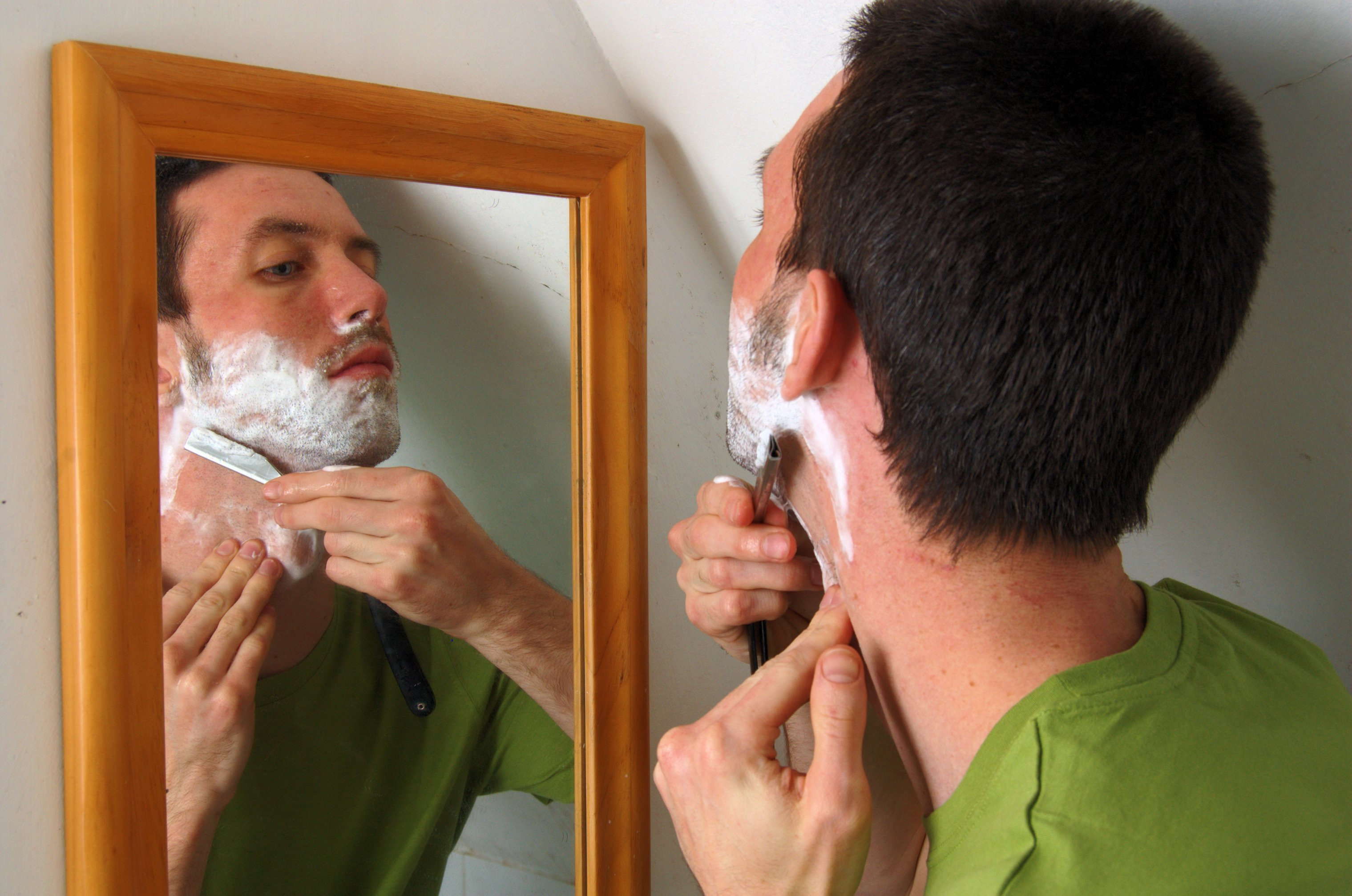
日本かみそりで髭を剃る男性

剃毛（ていもう、英: Shaving）とは、毛（体毛）を剃る（そる、毛根から切る）こと。

## 概要
剃毛は頭髪を含む体毛を剃ることを指すが、頭髪の場合は宗教的な意味合いがあるために剃髪（ていはつ）と呼ばれ区別されている。男性において最も日常的な剃毛対象は髭である。近年は男性でも体毛の除去を行う向きがある。社会人、大学生に関わらず、7割以上の男性が洗面室の鏡を使用し、洗面室で整髪・髭剃りを行っている。女性は日常的に剃毛を行っているが、特に肌を露出する機会の多い夏に、脛や腋毛の剃毛を行う。また、女性用水着は面積が小さいので、水泳前には陰毛の露出やはみ出しを抑えるため剃毛を行う。剃毛は専用の剃刀や電動シェーバーで剃る方法や、脱毛剤を用いて脱毛する方法がある。なお、剃刀を使用した剃毛を業として行うには、理容師免許が必要である。
男女問わず、化粧のテクニックとして眉毛をそり落とすことは一般的に行なわれている。女性は昔から眉を落とし、眉墨で細い眉を描くことが多い。威圧感を与える顔にするために剃るということもある。もちろん男性でも化粧として眉を描く人は少なからず存在している。
こうした剃毛に関しては、文化的にあまり差異は見られない。体毛の生える部位は洋の東西を問わず同じためだが、西洋人は毛色が目立たないために、腋毛の処理をしない女性がいるとも言われる。

## 歴史
旧石器時代には、黒曜石を研いだものが剃刀代わりだったと考えられる。紀元前3000年～4000年頃の地中海地方や古代オリエントにおいては、すでに脱毛剤が使用されており、古代エジプトの工芸品として、青銅製の剃刀が見つかっている。中世ヨーロッパでは、ドイツのゾーリンゲンや、イギリスのシェフィールドで刃物産業が発展すると、剃刀の切れ味も向上し、髭剃りを生業とするものも現れるようになる。
日本に剃毛の習慣が伝わったのは、仏教が伝来した538年頃のことだったと言われる。『枕草子』「ありがたきもの」に「毛のよく抜くる銀の毛抜き」が挙げられており、平安時代中期から脱毛は関心事だったようである。江戸時代になると、月代を整えるために武士の間で剃刀が用いられるようになり、毛抜きなどで眉毛を整える習慣もあった。江戸時代には離縁状を取らずに他に嫁いだ女性や縁談の決まった娘が不義をした場合の刑罰としても科された。
明治時代後期には安全剃刀が海外から輸入されるようになり、一般人が自分で剃毛を行う習慣が定着した。

## 剃毛の意義

### 術前処理
手術前の剃毛は、19世紀には広く行われていた。手術前の処理としての剃毛は、手術部位感染を抑えること、手術を進めるときに邪魔にならないようにすることを目的に行われる。これは毛に雑菌が繁殖しやすいとされてきたためである。
だが、近年の研究によって、剃毛の有無による消毒効果には大差がないとされ、患者の羞恥心や苦痛、看護婦の精神的負担、看護業務の省略化の面からも、不必要な剃毛は行わず、剃毛が必要な時は皮膚を傷つけない必要最低限の硬毛の除毛方法が望ましいと指摘される。特に、分娩中の剃毛については、処置から児頭発露迄の時間が長くなる一方で、消毒効果は清拭と同程度に留まるため、適当な処置とは考えられていない。
また、剃毛用ブラシは一度使用すると細菌に汚染され、単に消毒液に浸すだけではブラシを清潔に保つことは難しいとする報告がある。

### スポーツと剃毛
- 男子レスリングの日本代表には、不本意な結果に終わった試合の悔しさを忘れないため、敗戦後に陰毛を剃る習慣がある[13]。
- プロ野球選手の中田翔はバリカンで股間の剃毛を行っている。スライディングパンツに擦れたり挟まったりして集中を乱されたくないというのが理由。他の選手も剃毛を行っていると中田は主張している[14]。
- スポーツ選手の中で、水泳・新体操などの選手は、陰毛を処理している選手がもともと多いと言われている。
- テレビ朝日系列のサッカー番組、『やべっちFC』（2010年12月12日OA）でMCの矢部浩之と日本代表の香川真司が対談した際、香川が「下の毛は剃るじゃないですか」と発言し、矢部と前田有紀アナウンサーを驚かせた。同番組では、北朝鮮代表のチョン・テセ選手も、陰毛を剃毛していることを公言した。これらの内容は、『週刊文春』2011年1月20日号でも取り上げられ、藤田俊哉が「（本田）圭佑と（吉田）麻也は剃ってるんじゃないかな、向こうでは一般人もみんな剃りますから。それはサッカーとは関係ない絵的な問題。身だしなみです。僕も剃ったことありました。海外行ってる選手は大体剃ってるんじゃないですか?」と発言したと伝えられた。
- 自転車競技選手は、脛毛（英語版）を剃毛している選手が多い。これに関し、ランス・アームストロング（元自転車プロロードレース選手）は、自身のトレーニングコーチとの共著において、自転車競技をする際には、脛毛を剃るようにアドバイスしている。これは、落車して負傷した場合に治療がしやすいことや、治癒の最中に毛が傷口に入って化膿するのを避けることが理由である[15]。
- プロレスラーではショートタイツの選手が剃毛を行っているケースもある。

### 宗教的理由
仏教経典『相応部（サンユッタ・ニカーヤ）』に剃髪に関する記述が見られる。この記述から、剃髪の宗教者が珍しい存在であったことがうかがえる。

その時に、世尊はスンダリカ・バーラドヴァージャの足音を聞いて、頭の衣包みをお脱ぎになった。その時に、バラモンであるスンダリカ・バーラドヴァージャは「この方は頭髪を剃っておられる！この方は剃髪者である！」といって、その場から引き返そうとした。しかしながら［同時に］、彼はまた次のようにも思った。「この世では、或る［一部の］バラモンどもは、頭髪を剃っているということらしい。それならいざ、私はむしろ彼に近づいて、その出身（生まれ）を質問してみよう」と。その時に、バラモンであるスンダリカ・バーラドヴァージャは、世尊のおられるところにお近づきになった。お近づきになってから世尊に話しかけた。「尊者の生まれ（ご出身のカースト）は何でしょうか？」と。

### その他
- 2007年の渋谷区短大生切断遺体事件では、遺体の臀部は陰毛が剃られた状態で発見された。弁護側はこれを根拠として（犯人とされる）被告人が過度の潔癖症であると主張している[17]。